# Wilhelm Pape
Johann Georg Wilhelm Pape (* 3. Januar 1807 in Berlin; † 23. Februar 1854 ebenda) war ein deutscher Gymnasiallehrer, Klassischer Philologe und Lexikograf. Er ist bis heute vor allem als Verfasser des Griechisch-Deutschen Handwörterbuchs bekannt.

## Leben
Die erste Schulbildung erhielt Pape in Culm, wo sein Vater als Offizier stationiert war. Ab 1820 besuchte er das Gymnasium zum Grauen Kloster, wo er 1825 die Reifeprüfung ablegte. Anschließend studierte er an der Berliner Universität Theologie und Klassische Philologie. Unter dem Eindruck der Vorlesungen August Boeckhs, Karl Lachmanns und Gottfried Bernhardys wandte er sich jedoch bald schwerpunktmäßig der Klassischen Philologie zu. Nach dem Examen 1828 absolvierte er sein Probejahr am Gymnasium zum Grauen Kloster, nach dessen Ablauf er zum Collaborator ernannt wurde; gleichzeitig erwarb er mit seiner Schrift Lectiones Varronianae die philosophische Doktorwürde in Halle. 1830 wurde Pape zum ordentlichen Lehrer ernannt, 1837 zum Gymnasialprofessor. 1852 brach bei ihm ein Rückenmarkleiden aus, dem er 1854 erlag.

## Leistungen
Neben dem Schuldienst widmete sich Pape besonders lexikografischen Studien. Er verfasste ein Etymologisches Wörterbuch der griechischen Sprache (1836), ein Schulprogramm de inveniendis Graecae linguae radicibus (1837) und schließlich sein Hauptwerk, das Griechisch-Deutsche Handwörterbuch, das 1842 in der ersten Auflage erschien. Dessen zweiter Auflage (1849/1850) gab Pape ein Wörterbuch der griechischen Eigennamen bei. Gerade dieses Werk wurde durch die Bearbeitung von Gustav Eduard Benseler (Braunschweig 1863–1870) zu einer zentralen Referenz im 19. Jahrhundert. Der Hauptteil des Griechisch-Deutschen Handwörterbuchs erschien 1880 in einer von Maximilian Sengebusch überarbeiteten dritten Auflage, die im frühen 20. Jahrhundert mehrfach nachgedruckt wurde und damals als ernsthafte Konkurrenz zum größten griechisch-deutschen Wörterbuch galt, dem Handwörterbuch der griechischen Sprache von Franz Passow.

## Schriften (Auswahl)
- Indizierter Volltext von Papes Handwörterbuch (3. Auflage von 1880, Nachdruck 1914) bei Zeno.org
- Wörterbuch der griechischen Eigennamen. 3. Auflage, bearbeitet von Gustav Eduard Benseler. 1884, Bd. 1: Α–Κ, Bd. 2: Λ–Ω
- Griechisch – Deutsch: Altgriechisches Wörterbuch. Neusatz und Faksimile, CD-ROM, Directmedia Publishing, Berlin 2005, ISBN 3-89853-517-7